# S/S Nocturne
S/S Nocturne är en svensk ångslup med hemmahamn i Stockholm. S/S Nocturne byggdes i Jönköping 1884 som S/S Trafik som passagerarfartyg för Nylands Ångbåts AB i [yland för trafik i Ångermanälven. När busstrafiken började konkurrera ut ångfartygen på 1920-talet, konverterades hon till ett motorfartyg med råoljemotor för godstrafik, för att på 1950-talet byggas om till en öppen pråm för transport av kätting till älvens timmertransporter.
S/S Nocturne genomgår nu under ny ägare en omfattande renovering i Stockholm.

## Fartygsfakta
- Byggår: 1884
- Varv: Jönköpings Mekaniska Werkstad
- Varvsnummer: 3
- Längd över allt: 18,0 meter
- Bredd: 4,10 meter
- Maskineri: ångmaskin från S/S Tunadal, byggd 1899 i Borgå
- Effekt: 80 ihk
- Antal passagerare: ca 30
- Ägare: Ångfartygs AB Stockholms Omgifningar